# 保证金 (金融学)
保證金（英語：Margin），粤语音译为孖展，是指以抵押按金來買賣證券、期權或期貨的交易，而抵押的作用是抵消處理孖展的銀行或證券行的信用風險。此等風險會在以下情況出現：
- 買賣多於手頭上的證券（包括在首次公開募股的情況）
- 合約交易
- 買賣期貨
- 裸期權（uncovered option）

## 各地規定

### 美國
在美國，保证金账户共有三類。期貨及期貨期權交易賬戶以标准投资组合风险分析（Standard Portfolio Analysis of Risk, SPAN）計算風險。股票及股票期權交易賬戶以規例T（Regulation T, Reg T）或投资组合保证金（Portfolio Margin, PM）計算風險。
Reg T保證金戶口要求的初始保證金為50%，維持保證金25%。這意味着最高槓桿比率是2倍。初始保證金及維持保證金以投資者資金佔證券市值的比例計算。以下例子中，投資者持有$5000按金，並向金融機構借入$5000，買入總值$10000證券。當證券價格下跌到$6500，投資者的按金比例會跌到23%。由於低於維持保證金，金融機構會要求投資者存入額外資金，或把部分倉位出售。
| 證券價格 | 按金 | 按金比例 | 融資 | 融資比例 |
| -------- | ---- | -------- | ---- | -------- |
| 10000    | 5000 | 50.00%   | 5000 | 50.00%   |
| 9000     | 4000 | 44.44%   | 5000 | 55.56%   |
| 8000     | 3000 | 37.50%   | 5000 | 62.50%   |
| 7000     | 2000 | 28.57%   | 5000 | 71.43%   |
| 6500     | 1500 | 23.08%   | 5000 | 76.92%   |

在PM账户中，交易所根據市場波动性估算投资组合的風險，以計算所需的保證金。法規要求PM账户需能承受15%的股價波動，這意味着股票交易的最高槓桿比率是6.67倍。

### 歐洲聯盟
歐洲證券及市場管理局（ESMA）於2019年修訂了差價合約的槓桿比率限制。此槓桿上限只適用於一般的零售投資者。專業投資者可以使用更高的槓桿比率。
| 資產                        | 槓桿比率 |
| --------------------------- | -------- |
| 主要貨幣                    | 30       |
| 非主要貨幣 黃金 主要指數    | 20       |
| 商品（黃金除外） 非主要指數 | 10       |
| 個別股票 其他指標           | 5        |
| 加密貨幣                    | 2        |

台灣
中華民國金融監督管理會（監管會）對保証金做出如下規定：
1.投資者賬戶被金管會監控列爲異常賬戶，需繳納賬戶資金的百分之二十維持賬戶資金安全（保証金可退回）。
2.投資者賬戶違規交易需繳納賬戶資金的百分之五十來保証賬戶資金安全（保証金可退回）。
3.投資者賬戶盈利被金管會監控到，盈利不超過本金需繳納盈利的百分之十，盈利超本金按百分之五十繳納（保証金可退回）。

## 例子

### 股票
長倉
投資者以孖展形式購買某公司股票，假設該股票價格為100元，他以20元建倉（初始保證金），另外80元則從經紀借得。經紀要求客戶的孖展倉位要超過10元（最低保證金）。
假如股價從100元下跌至85元，投資者的剩資產只剩下5元，他可以選擇斬倉（損失15元本金）或償還經紀部份貸款（補倉），以把孖展倉位維持在10元以上。
短倉
投資者以孖展形式沽空某公司股票。投資者以20元建倉（初始保證金），經紀向他借出價值100元的股票。經紀要求客戶的孖展倉位要超過10元（最低保證金）。
假如股價從100元上升至115元，投資者的剩資產只剩下5元，他可以選擇斬倉（損失15元本金）或償還經紀部份貸款（補倉），以把孖展倉位維持在10元以上。

### 期權
部分期權交易可以在現金戶口進行，包括買入期權及賣出備兌期權（covered option）。
裸期权（uncovered option）需要在保證金戶口進行。
裸期权有兩種：
1. 賣方在沒有相關資產下沽空認購權（short call），若買方行使期权，賣方必須借入相關資產交收，履約義務。
2. 賣方在沒有100%現金擔保下沽空認沽權（short put），若買方行使期权，賣方必須借入現金買入相關資產。